# Конвенція про заборону та негайні заходи щодо ліквідації найгірших форм дитячої праці

Учасники Конвенції (зелений), Конвенція не набула чинності (червоний), Конвенція не застосовується (залежна територія) (рожевий), не члени МОП (сірий)

Конвенція про заборону та негайні заходи щодо ліквідації найгірших форм дитячої праці, коротко відома як Конвенція про найгірші форми дитячої праці, була прийнята Міжнародною організацією праці (МОП) у 1999 році як Конвенція МОП № 182. Вона є однією з восьми основних конвенцій МОП.
Ратифікуючи цю Конвенцію № 182, країна зобов'язується вжити негайних заходів для заборони та ліквідації найгірших форм дитячої праці, включаючи рабство, дитячу проституцію, використання дітей у злочинній діяльності та небезпечну працю. Конвенція ратифікується найшвидшими темпами в історії МОП з 1919 року.
Міжнародна програма МОП щодо ліквідації дитячої праці (IPEC) відповідає за надання допомоги країнам у цьому питанні, а також за моніторинг дотримання вимог. Одним із методів, які використовує IPEC для надання допомоги країнам у цьому питанні, є програми з обмеженим терміном дії.
МОП також прийняла Рекомендацію № 190 про найгірші форми дитячої праці в 1999 році. Ця рекомендація містить, серед іншого, рекомендації щодо видів небезпек, які слід врахувати при визначенні на національному рівні найгірших форм небезпек, з якими стикаються діти на роботі.
Конвенція № 182 була підписана всіма державами-членами МОП до 4 серпня 2020 року. Вона стала найшвидше ратифікованою угодою за 101-річну історію ООН.